# San Isidro, La Paz
San Isidro är en stad i Mexiko, tillhörande La Paz kommun i delstaten Mexiko. San Isidro ligger i den centrala delen av landet och tillhör Mexico Citys storstadsområde. Orten hade 33 737 invånare vid folkmätningen 2010.